# Filip Ugrinić
Filip Ugrinić (* 5. Januar 1999 in Luzern) ist ein schweizerisch-serbischer Fussballspieler, der seit der Saison 2025/26 beim FC Valencia in der spanischen Primera División spielt.

## Karriere

### Verein
Seine Juniorenzeit verbrachte Filip Ugrinić beim FC Kickers Luzern und beim FC Luzern.
Im Herbst 2016 schaffte er den Sprung ins Kader der 1. Mannschaft des FC Luzern und in die Super League, wo er am 15. Oktober 2016 beim Auswärtsspiel gegen den FC Basel debütierte. Am 26. November 2016 stand Ugrinić beim 2:1-Auswärtssieg gegen den FC Thun zum ersten Mal in der Super League in der Startelf und spielte gleich durch. Er erzielte in diesem Spiel seinen ersten Assist in der Super League mit einer Freistossflanke zum 1:0. Am 3. Dezember 2016 unterschrieb er beim FC Luzern seinen ersten Profivertrag bis Ende Juni 2020. Sein Kontrakt als Nachwuchsprofi lief bis zum 30. Juni 2017. Sein erstes Tor in der Super League gelang ihm am 30. September 2018 mit dem zwischenzeitlichen 1:2-Anschlusstreffer bei der 1:3-Heimniederlage gegen den FC Sion.
Am 3. Juli 2019 wurde sein Vertrag vorzeitig bis Ende Juni 2021 verlängert, und er wurde bis Ende Juni 2020 an den FC Emmen in die niederländische Eredivisie ausgeliehen. Nach seiner Rückkehr zum FC Luzern auf die Saison 2020/21 gewann die Mannschaft im Mai 2021 den Schweizer Cup. Im Sommer 2021 wurde sein Vertrag vorzeitig bis Sommer 2024 verlängert.
Im Sommer 2022 wechselte Ugrinić zum BSC Young Boys und unterschrieb dort einen bis Sommer 2026 laufenden Vierjahresvertrag. Sein Debüt mit den Bernern hatte er am 16. Juli 2022 beim 4:0-Sieg gegen den FC Zürich, als er in der 88. Minute für Fabian Rieder eingewechselt wurde. Sein erstes Tor für die Young Boys erzielte er am 28. August 2022 beim 5:1-Sieg gegen den FC Winterthur.
In der 2. Qualifikationsrunde der UEFA Europa Conference League spielte er in den ersten drei Partien im Sommer 2022 gegen den lettischen FK Liepāja (1:0/3:0) und gegen den finnischen Kuopion PS (2:0) noch nicht. Beim Rückspiel gegen den Kuopion PS (3:0-Sieg) am 11. August 2022 wurde er in der 77. Minute für Donat Rrudhani eingewechselt. Gegen den belgischen RSC Anderlecht wurde er am 18. August 2022 bei der 0:1-Niederlage in der 77. Minute für Elia Meschack eingewechselt, beim Rückspiel am 25. August 2022 stand er beim 1:1 und der folgenden Niederlage im Penaltyschiessen in der Startformation und wurde in der 64. Minute durch Nicolas Moumi Ngamaleu ersetzt. Die Young Boys schieden durch die Niederlage aus dem Wettbewerb aus.
2023 wurde Ugrinić mit den Young Boys Schweizer Meister. Kurz nach dem Saisonbeginn der Schweizer Super League gab der FC Valencia Anfang August 2025 die Verpflichtung von Ugrinić bekannt.

### Nationalmannschaft
Ugrinić durchlief zwischen 2017 und 2019 vier Schweizer U-Nationalmannschaften. Zuletzt kam er im Oktober 2019 zu einem Kurzeinsatz für die U21-Auswahl. Im November 2023 debütierte er in der Schweizer A-Nationalmannschaft und bestritt in der EM-Qualifikation gegen den Kosovo und Rumänien seine ersten beiden Länderspiele.

## Titel und Erfolge
FC Luzern
- Schweizer Cupsieger 2021

BSC Young Boys
- Schweizer Meister 2023
- Schweizer Cupsieger 2023